# Чепура австралійська
Чепура австралійська (Egretta novaehollandiae) — вид птахів родини чаплевих (Ardeidae).

## Поширення
Вид поширений на сході Індонезії, в Австралії, Новій Зеландії та на островах західної частини Тихого океану (включаючи Нову Гвінею та Нову Каледонію). Мешкає на мілководних, прісних або солоних водно-болотних угіддях і вологих пасовищах.

## Опис
Довжина тіла 58–69 см; маса тіла 500—550 г; розмах крил 106 см. Оперення блакитно-сірого кольору, лише лицьова маска та горло білі. У шлюбний період груди набувають рудуватого відтінку. Райдужка може бути сірою, зеленою, тьмяно-жовтою або кольору кориці. Ділянки між оком і дзьобом збоку голови чорні. Дзьоб чорний і часто блідо-сірий біля основи

## Спосіб життя
Розмножуються невеликими колоніями. Вони будують гнізда з гілок і сучків на високих деревах біля берега. Самиця відкладає від трьох до п'яти синьо-зелених яєць. Висиджують яйця обидва батьки почергово. Обидва батьки також ділять завдання забезпечити пташенят їжею. У раціон входять риба, амфібії, молюски та ракоподібні.